# Store Memurutinden
De Store Memurutinden is een berg behorende bij de gemeente Lom in de provincie Oppland in Noorwegen. De berg, gelegen in Nationaal park Jotunheimen, heeft een hoogte van 2366 meter.
De Store Memurutinden is onderdeel van het gebergte Jotunheimen.